# Antonio Ber Ciani
 Antonio Ber Ciani (Santa Fe, 22 de agosto de 1907-Buenos Aires, 24 de junio de 2001) fue un actor y director de cine argentino.

## Carrera cinematográfica
Su debut cinematográfico se produjo en el cine mudo cuando actuó en 1929 dirigido por Arturo Lanteri en la película Las aventuras de Pancho Talero, basada en un personaje de historieta. Luego siguieron Destinos dirigido ese mismo año por Edmo Cominetti y en El cantar de mi ciudad dirigido en 1930 por José Agustín Ferreyra. Este último también lo dirigió en su primera incursión en el cine sonoro en 1931 en Muñequitas porteñas, siguiendo otros filmes hasta Fortín Alto (1941).
Paralelamente se había desempeñado como asistente de director en Ayúdame a vivir (1936) del mismo Ferreyra, como ayudante de dirección en Besos brujos y Muchachos de la ciudad, ambos de 1937 y había comenzado su labor de director con seis cortometrajes documentales previos a su primer largometraje: El forastero (1937). Realizó este filme según guion de Carlos Goicochea y Rogelio Cordone que eran autores teatrales muy conocidos en ese momento y protagonizada por León Zárate, un popular actor teatral del momento), la por entonces  muy joven y bonita Irma Córdoba, el eficaz Eloy Álvarez, la casi adolescente Amelia Bence y
un excelente elenco complementario. El protagonista es un campesino que por divertirse descuida su trabajo, pierde su propiedad y debe emigrar a Buenos Aires.
A ellos siguieron De la sierra al valle (1938) y La novia de los forasteros (1942), en la que el director mostró sus aptitudes en la pintura de los detalles costumbristas de los comienzos del siglo XX. En 1946 codirigió Lauracha, una película de filmación complicada ya que en ella intervinieron además otros tres directores -Arturo García Buhr, Enrique Cahen Salaberry y Ernesto Arancibia- con la actuación de Amelia Bence. En 1948 dirigió Don Bildigerno en Pago Milagro, según guion de Yamandú Rodríguez, en el cual el actor Fernando Ochoa encarnaba a un pícaro criollo que ya era un popular personaje a través de su interpretación en radio, acompañado entre otros actores por Eduardo Cuitiño, Horacio Priani, Sara Olmos y Marcelo Ruggero. Un detalle curioso es que al comienzo y al final del filme se escenifica un estudio de televisión -con monitores y cámaras incluidas- pese a que esé medio no existía en ese momento en el país y se instalaría recién años después.
Ese mismo año dirigió El cantor del pueblo, según guion de Goicochea y Cordine, rodada en los Estudios Río de la Plata, pertenecientes al músico Francisco Canaro, que quiso ser un momentáneo retorno de los filmes sencillos, dirigidos a los grandes públicos populares, con bellísima fotografía de Gumer Barreiros, protagonizado por Roberto Quiroga, Tito Lusiardo, Perla Mux y Herminia Franco, más cuatro de los directores de orquesta de tango más populares del momento  –Juan D’Arienzo,  Alfredo de Ángelis, Roberto Firpo y Domingo Federico- que tuvo un enorme éxito de público.
En 1949 volvió a dirigir a Roberto Quiroga en Otra cosa es con guitarra, un pretexto para que canten y desfilen figuras populares de ese momento, entre ellos la orquesta de Barry Moral y Domingo Federico y su orquesta de tango con los cantores Carlos Vidal y Oscar Larroca. En 1951 realiza Martín Pescador (Biografía de un ilustre desconocido), una comedia con Enrique Serrano, que se considera la primera película producida en cooperativa y finalizó su labor como director en 1952 con Donde comienzan los pantanos, con la actriz italiana Adriana Benetti. 
Entre 1975 y 1976 fue subdirector del Instituto Nacional de Cinematografía y luego ejerció los cargos de presidente del Comité Asesor de Cultura de la Unesco y director del Centro Experimental de Cinematografía. En 1981 volvió a la actuación en el filme El hombre del subsuelo, de Nicolás Sarquís.
Para el crítico Alfredo Julio Grassi, Ber Ciani “fue un estupendo ser humano; desinteresado, sensible, solidario con su prójimo. Modesto en sus momentos de gloria y sereno ante los fracasos. Fue un genuino maestro y supo transmitir sus conocimientos técnicos con espíritu generoso de docente vocacional.”

## Filmografía
Participó en los siguientes filmes:
Director
- Donde comienzan los pantanos (1952)
- Martín Pescador (1951)
- Otra cosa es con guitarra (1949)
- Don Bildigerno en Pago Milagro (1948)
- El cantor del pueblo (1948)
- Lauracha (1946)
- La novia de los forasteros (1942)
- De la sierra al valle (1938)
- El forastero (1937)

Guionista
- La novia de los forasteros (1942)
- De la sierra al valle (1938)

Intérprete
- El hombre del subsuelo dir. Nicolás Sarquís (1981)
- Fortín Alto dir. Luis Moglia Barth(1941)
- Caprichosa y millonaria dir. Enrique Santos Discépolo (1940)
- Muchachos de la ciudad dir. José Agustín Ferreyra (1937) … Malamuzza
- La barra mendocina dir. Mario Soffici (1935)
- Muñequitas porteñas dir. José Agustín Ferreyra (1931) …Rodolfo
- El amanecer de una raza dir. Edmo Cominetti (1931).
- El cantar de mi ciudad dir. José Agustín Ferreyra (1930) ... Hermenegildo
- Destinos (1929)
- Las aventuras de Pancho Talero (1929)

Asistente de Dirección
- Ayúdame a vivir dir. José Agustín Ferreyra (1936)

Ayudante de dirección
- Besos brujos (1937) dir. José Agustín Ferreyra
- Muchachos de la ciudad dir. José Agustín Ferreyra (1937)